# Колоњак
Колоњак (фр. Colognac) насеље је и општина у јужној Француској у региону Лангдок-Русијон, у департману Гар која припада префектури Виган.
По подацима из 2011. године у општини је живело 194 становника, а густина насељености је износила 15,77 становника/km². Општина се простире на површини од 12,3 km². Налази се на средњој надморској висини од 569 метара (максималној 997 m, а минималној 318 m).

## Демографија
| 1962. | 1968. | 1975. | 1982. | 1990. | 1999. | 2011. |
| ----- | ----- | ----- | ----- | ----- | ----- | ----- |
| 77    | 142   | 154   | 164   | 167   | 169   | 194   |

График промене броја становника у току последњих година